# Notalina moselyi
Notalina moselyi är en nattsländeart som beskrevs av Kimmins in Mosely och Douglas E. Kimmins 1953. Notalina moselyi ingår i släktet Notalina och familjen långhornssländor. Inga underarter finns listade i Catalogue of Life.